# La Peau de l'ours (film, 1911)
Pour les articles homonymes, voir La Peau de l'ours.
Pour plus de détails, voir Fiche technique et Distribution.
La Peau de l'ours est un film muet français réalisé par Léonce Perret, sorti en 1911.

## Fiche technique
- Titre : La Peau de l'ours
- Réalisation : Léonce Perret
- Scénario :
- Photographie :
- Société de production : Société des Etablissements L. Gaumont
- Pays d'origine :  France
- Format : Noir et blanc — 35 mm — 1,33:1 — Muet
- Genre : Comédie
- Métrage : 276 mètres
- Durée : 9 minutes
- Dates de sortie :
  -  France : 8 décembre 1911

## Distribution
- Léonce Perret : 	Henry Dorlandy
- Delphine Renot
- Alice Tissot